# Арчер, Фредерик Скотт
Фредерик Скотт Арчер (англ. Frederick Scott Archer; 1813—1857) — английский фотограф и скульптор, изобретатель коллодионного процесса.

## Биография
В марте 1851 года Арчер первым опубликовал детальное описание процесса, получившего название «мокрого коллодия». Изобретение не было запатентовано и было им представлено как «открытый дар всему миру». Этот процесс вытеснил как дагерротипию, так и калотипию и на 30 лет стал основным фотографическим процессом.
В 1852 году он также опубликовал первое руководство по мокрому коллодию под названием «Manual of the Collodion Photographic Process».
В дальнейшем первым предложил идею расклеивания коллодионного позитива на слой с изображением и стеклянную основу, что широко применялось в полиграфических работах.